# Makoto Kino
Mornar Jupiter (engl. Sailor Jupiter, jap. セーラージュピター, Sērā Jupitā) je izmišljeni lik iz serije Sailor Moon i četvrta mornarka ratnica. Njeno pravo ime je Makoto Kino. 
Ona je visoka, lepa i snažna, zato je izabrana da bude mornarka groma i snage. Njena uniforma se sastoji on zelene suknje, dve roze mašne i tijare sa zelenim draguljem na njoj.
Njene transformacije su:
- Moć Jupitera, !
- Zvezdana moć Jupitera, !
- Moć kristala Jupitera, !

Njeni napadi su:
- Vrhovni grom! (Supreme thunder!)
- Svetlucavi široki pritisak! (Sparkling wide pressure!)
- Jupiter, hrastova evolucija! (Jupiter, Oak evolution!)

## Makoto Kino
Makoto ima zelene oči, braon kosu vezanu u rep i specifična je po tome što je najviša od svih ratnica. Kao mala ostala bez roditelja koji su stradali u avionskoj nesreći, tako da živi sama i brine se sama o sebi. Njene borilačke veštine su zadivljujuće i često pomaže svojim drugaricama ako je u pitanju neka tuča u kojoj su one žrtve. Makoto je spasila Usagi od uličnih siledžija. Bez obzira što cela škola misli da je Makoto strašna, Usagi to nije mislila i brzo se sprijateljila sa njom. Makoto je u stvari veoma brižna, harizmatična, slatka, ponekad ume da se svađa, ali to je samo da bi zaštitila one koje voli. Makoto je takođe veoma zaljubljiva, jedno vreme je bila zaljubljena u istog čoveka kao i Usagi. Rođena 5. decembra, strelac je u horoskopu, voli da jede kolač od trešnje i nema jela koje ne voli, omiljene boje su joj zelena i roze, voli da kuva i želi da otvori svoju cvećaru ili pekaru i njen dragulj je safir. 

## Mornar Jupiter
Makoto kao mornar Jupiter se može izraziti kao „mišići tima”. Njene moći groma i oluje su izuzetne i Usagi joj se dan za danom divi. Makotina najslabija tačka su prijatelji u nevolji i zbog njih bi učinila sve na svetu. U prvoj sezoni, Makoto umire da bi zaštitila svoju princezu-Usagi kao i sve druge mornarke ratnice. Makoto ponekad ume da se iznervira i napadne svog neprijatelja, u to uloži svu snagu, ali uopšte ne razmisli na posledice. Ona je peta ratnica koju su mesečeve mačke (Luna, Artemis, Dajana) pronašle (inače je četvrta koja se priključila timu).

## Manga
Ako govorimo o Makoto u mangi, njen život kao ratnica se samo delimično menja. Pored svoje tri transformacije (Jupiter power, jupiter star power i jupiter crystal power), Makoto ima i transformaciju Jupiter Planet power, make up! (koju u animi imaju samo spoljašnje mornarke ratnice) dobila je tu moć od Neo kraljice Sereniti (buduće Usagi). Takođe dobija i večnu moć u mangi (Jupiter eternal power), koju u animi ima samo Usagi. A što se tiče napada, Makoto ima još tri napada. Pre nego što je dobila napad supreme thunder, Makoto je dobila dva napada:
- Cvetni uragan! (Flower hurriacane)
- Jupiterova munja! (Jupiter Thunderbolt!)

Posle napada Sparkling wide pressure dobila je napad:
- Jupiterov ciklon kokosa! (Jupiter coconut cyclon!)

## PGSM
U Pretty Guardian Sailor Moon, Makoto je slična njenoj malenkosti u mangi, to jest ništa posebno se ne menja. U PGSM-u, Makoto ima samo jednu transformaciju Jupiter Power, make up!, a od napada ima, pored većine napada u mangi, još dva neimenovana napada. U ovoj seriji, Makoto glumi Mju Azama. Takođe, Makoto je jedina ratnica koja u seriji kao normalna osoba ima sličnu kosu kao u transformaciji.

## Forme i aspekti
Prva pojavljivanja svih njenih formi:
| Oblik                | Anime  | Manga  | PGSM  |
| -------------------- | ------ | ------ | ----- |
| Makoto Kino          | Ep.25  | Pog.5  | Čin 6 |
| Mornar Jupiter       | Ep.25  | Pog.5  | Čin 6 |
| Super mornar Jupiter | ep.143 | Pog.37 | --    |
| Večna mornar Jupiter | --     | Pog.42 | --    |
| Princeza Jupiter     | --     | Pog.42 | --    |